# Salvador Massa i Passapera
Salvador Massa i Passapera (Vidreres, Selva, 1839-1920) va ésser un metge que es va llicenciar en Medicina a Barcelona (1862), exercí a Vidreres i gaudí d'un cert prestigi en traumatologia.
Fou soci del Casino de La Unió l'any de la seua fundació (1868), però no participà en la política local ni tampoc en els fets de 1873 durant la Tercera Guerra Carlina.
Dins la Unió Catalanista, fou escollit delegat a les Assemblees de Manresa (1892), Balaguer (1894) i Olot (1895).